# バースデイ〜こちら椿産婦人科〜
『バースデイ〜こちら椿産婦人科〜』（バースデイ〜こちらつばきさんふじんか〜）は、1999年10月13日から12月15日まで毎週水曜日20:00 - 20:54に、テレビ東京系列で放送されていた日本のテレビドラマ。主演は田中美里。
原作はあまねかずみの漫画作品『こちら椿産婦人科』。新宿の小さな産院「椿産婦人科」を舞台に、院長一家と患者との様々な人間模様が描かれる。

## キャスト

### 椿産婦人科医院
椿彩〈26〉
演 - 田中美里
主人公。妻・母・助産婦見習いの3役で奮闘する。
椿万作〈36〉
演 - 伊原剛志
椿産婦人科の2代目院長。彩の夫。
椿豊作〈5〉
演 - 池田仁
彩・万作夫妻の息子。6歳
青葉セツ〈64〉
演 - 佐々木すみ江
助産婦。彩の実技指導を担当。
菊地静枝〈41〉
演 - 大島蓉子
椿産婦人科の看護婦長。
坂崎梢〈29〉
演 - 舟木幸
椿産婦人科の看護婦。
古田香織〈25〉
演 - 小林恵
椿産婦人科の看護婦。
土屋礼子〈22〉
演 - 吉村涼
椿産婦人科の看護婦。
立花さゆり
演 - 中野若葉
椿産婦人科の看護婦。

### 患者とその家族
桑木政絵〈38〉
演 - 山本みどり
椿産婦人科の患者。不妊治療中。成果が見えないことに焦りを感じていたが、彩・万作の励ましで希望を持ち始める。
桑木徹
演 - 船越英一郎
政絵の夫。博多に出張中。
芦川理佐〈24〉
演 - 丸久美子
椿産婦人科の患者。出産予定日が2000年1月1日。
芦川孝一
演 - 松田朗
理佐の夫。

### その他
平藤光一郎〈36〉
演 - 肥後克広
万作の同級生・新聞記者。椿家に頻繁に出入りして夕飯を共にする。
島田明〈35〉
演 - 林家こぶ平
万作の同級生・実家の病院の副院長をしている。
花田知子〈52〉
演 - 松原智恵子
彩の母。
小山田弓子・耕作
演 - 宮地雅子、遠山俊也
椿産婦人科の近所のスーパーの夫妻。第1話で出産する。
その他患者
演 - 今井あずさ、伊藤雅子
屋台のおやじ
演 - 島本ひと之

### ゲスト
第1話「出産直前！ドロ沼不倫で衝撃の自殺未遂」
- 寺田ゆかり（OL） - 千堂あきほ
- 伊藤清（課長・ゆかりと不倫） - 武発史郎
- 小林さやか、右田昌万、岸本朋子、大塚良子

第2話「妊娠三カ月…病の父に捧げる涙の花嫁姿」
- 岡崎亮平（真由子の婚約者） - 伊東貴明
- 藤田真由子（妊婦） - 吉野公佳
- 藤田マサ（真由子の母） - 二木てるみ
- 前田昌明、八十川真由野、末木かつえ

第3話「危険な母5才息子に消えぬ傷」
- 田辺清美（ストレスで虐待する母） - 川島なお美
- 田辺隆一（外資系フォレストコーポレーション勤務） - 冨家規政
- 田辺健一（虐待を受ける子供） - 岡部雄平
- 手塚智香子、八島未来

第4話「病と闘う母に捧ぐ息子の愛！」
- 元村千賀子（ガンで入院） - 増子倭文江
- 元村あすか（娘） - 大平奈津美

第5話「乳房喪失…ダンサー涙の決意」
- 真紀あづさ（新宿ニューアートストリッパー） - 三浦理恵子
- 内藤蓉子（妊婦） - 増田未亜
- 桜沢信次（あづさのヒモ・劇場照明係） - 大沢健
- 内藤滋（夫） - 角田英介
- 遠藤栄理香

第6話「初孫抱く47才独身女教師の告白妊娠3カ月」
- 上島加代子（八王子の小学校教師） - 久野綾希子
- 上島延義（加代子の息子・中学の教師） - 土屋大輔
- 上島早苗（延義の嫁） - 山田玲奈
- 秋山竜二（画家・加代子の恋人） - 中原丈雄

第7話「信州・温泉宿で緊急手術！」
- 大幡可奈（内科医） - いしのようこ
- きぬ（老女将） - 弓恵子
- 大幡博英（個人病院経営） - 宗近晴見
- 岩谷明弘（第二内科医・可奈の恋人） - まいど豊
- 小山麻利子（看護師） - 高橋光代
- ミツオ - 水森コウ太
- 恩田恵美子、しのへけい子、金井悦子

第8話「重病の母に宿った小さな命」
- 谷口郁代（ファロー四徴症（しちょうしょう）） - 三井ゆり
- 谷口宏（夫・輸入雑貨"Tickety Boo"経営） - 池田政典
- 伊藤正博、松熊明子、咲野俊介、岡本明子

第9話「優柔不断の夫とキャリアの妻・破局した二人に突然の妊娠宣告」
- 河村直子（彩の親友・雑誌編集者） - 森下涼子
- 河村智明（コンピュータプログラマー） - 石橋保
- 松熊明子、有馬久恵、中村千春、中込佐知子

最終話「届かぬ母の願い…生まれてすぐ消えた小さな命」
- 諸岡由紀（妊婦） - 若林しほ
- 内山志乃（青森から出てきた妊婦） - 山下容莉枝
- 内山等（出稼ぎの為東京へ・ギャンブルで借金） - 中西良太
- 諸岡和之（由紀の夫・札幌に出張） - 松永博史
- 内山アヤ子（娘） - 山田さくや

## スタッフ
- 原作 - あまねかずみ「こちら椿産婦人科」(集英社「YOU」)
- 脚本 - 松原敏春、田中ひろみ、松本稔
- 音楽 - 寺嶋民哉
- 演出 - 中山史郎、西本淳一、大垣一穂
- 主題歌 - 緒川ヒロタカ「STAY GOLD」
- 技術協力 - 東通
- 美術協力・スタジオ - 東宝ビルト
- ボディスタント - 大野剣友会
- プロデューサー - 橋本かおり、照喜名隆、越智貞夫
- 制作協力 - 日本映画新社
- 製作 - テレビ東京、ザ・ワークス

## 放送日程
| 話数   | 放送日   | サブタイトル                                             | 脚本            | 演出     |
| ------ | -------- | -------------------------------------------------------- | --------------- | -------- |
| 第1話  | 10月13日 | 出産直前！ドロ沼不倫で衝撃の自殺未遂                     | 松原敏春        | 中山史郎 |
| 第2話  | 10月20日 | 妊娠三カ月…病の父に捧げる涙の花嫁姿                      | 松原敏春        | 中山史郎 |
| 第3話  | 10月27日 | 危険な母5才息子に消えぬ傷                                | 松原敏春        | 西本淳一 |
| 第4話  | 11月03日 | 病と闘う母に捧ぐ息子の愛！                               | 田中ひろみ      | 西本淳一 |
| 第5話  | 11月10日 | 乳房喪失…ダンサー涙の決意                                | 松原敏春        | 大垣一穂 |
| 第6話  | 11月17日 | 初孫抱く47才独身女教師の告白妊娠3カ月                    | 松原敏春        | 西本淳一 |
| 第7話  | 11月24日 | 信州・温泉宿で緊急手術！                                 | 松原敏春        | 中山史郎 |
| 第8話  | 12月01日 | 重病の母に宿った小さな命                                 | 松原敏春 松本稔 | 西本淳一 |
| 第9話  | 12月08日 | 優柔不断の夫とキャリアの妻・破局した二人に突然の妊娠宣告 | 松原敏春        | 中山史郎 |
| 最終話 | 12月15日 | 届かぬ母の願い…生まれてすぐ消えた小さな命                | 松原敏春        | 中山史郎 |

## 放映ネット局
- TX テレビ東京（制作局）
- TVh テレビ北海道
- TVA テレビ愛知
- TVO テレビ大阪
- TSC テレビせとうち
- TVQ TXN九州（現:TVQ九州放送）